# Autariates

La frontière de l'Illyrie du sud avec les Grecs et les Thraces. Les Autariates sont situés en haut à gauche de la carte

Les Autariates ou Autariatae (en grec ancien : Αὐταριάται) sont l'une des principales tribus illyrienne de l'Antiquité.

## Histoire
Au IVe siècle av. J.-C., les Autariates deviennent l'un des plus puissantes tribus d'Illyrie. Leur territoire est appelé Αυταριατών χώρα / Autariatôn chôra. 
En 335 av. J.-C. leur pays est occupé par Alexandre le Grand. À la fin de leur histoire au début du Ier siècle, la tribu a été celtisée après des déplacements de populations décidés par les Romains.  

## Postérité
Les Autariates sont présents dans le jeu vidéo Gates of Troy. 